# Gatta di Sant'Andrea
(Pietro Brandolese, Pitture, sculture, architetture ed altre cose notabili di Padova, 1795)
La gatta di Sant'Andrea, popolarmente denominata la gatta, è un monumento di origine medievale che si trova nel piccolo sagrato della chiesa di Sant'Andrea a Padova. Il monumento, composto da una scultura in pietra raffigurante un leone posto su una colonna d'età romana, è stato abbattuto il 23 settembre 2013 da un mezzo di trasporto in manovra e ricollocato il 19 marzo 2015.

## Storia
Gli abitanti della contrada di Sant'Andrea si distinsero nelle battaglie di Padova contro Aldobrandino I d'Este e riuscirono a portare in città come bottino di guerra un leone di pietra a beffa del marchese d'Este essendo fatto ribello de Padoa insieme col Sig. Azzoto, perché loro persero la Rocca di Este. Il podestà di Padova, Jacopo de Viallardi da Vercelli, concesse quindi di innalzarlo su una colonna di epoca romana nei pressi della chiesa di Sant'Andrea, nel punto tradizionalmente considerato il più elevato della città, a memoria della vittoria. Nel 1212, con la riconciliazione tra il Comune di Padova e Rinaldo d'Este, fu riconsegnato il leone che venne sostituito da una statua simile ma di maggiori dimensioni, lavoro di "magister Daniel".
Perché il leone venisse chiamato "gatta" non è ben chiaro: De Marchi riportava già nel 1855 che quel leone è conosciuto col nome di Gatta di Sant'Andrea. Possibile che il nomignolo popolare fosse nato già nel medioevo a sprezzo degli originali detentori.

## Descrizione
Il leone in posizione di posa, consunta scultura dall'aspetto romanico, si erge sopra una colonna in trachite euganea montata su due tronconi. Tutto poggia su una base quadrangolare, pure in trachite.

## Danneggiamenti
La statua fu distrutta il 2 maggio 1797 perché scambiata per leone marciano; il fatto scatenò lo scontento dei parrocchiani di Sant'Andrea che chiesero fosse castigata la persona la quale arbitrariamente e dopo essere stata avvertita ha voluto con forza demolire il detto monumento onorifico per la Città tutta e per loro principalmente, istando perché fosse ripristinato nell'antica sua forma. Fu incaricato il nobile Girolamo de' Dottori a sovraintendere alla ricostruzione affidata allo scultore Felice Chiereghin. L'originale venne precedentemente riportato nelle tavole de Histoire de l'art par les monuments di Jean Baptiste Louis Georges Seroux d'Agincourt.
Il rifacimento, che riprendeva le originali forme, non fu considerato all'altezza del precedente. Lo storico e critico d'arte Pietro Selvatico, descrivendo la nuova scultura, affermò che:
(Pietro Selvatico, Guida di Padova e dei principali suoi contorni, 1869)
Nel 1914 fu ripristinato dopo un attacco vandalico dallo scultore Antonio Penello (o Pennello). Restaurato l'ultima volta nel 1989, è stato colpito da mezzi in manovra in più occasioni. Il 23 settembre 2013, alla terza importante collisione, il monumento è crollato al suolo frantumandosi.
Il restauro e la ricostruzione del monumento si è principiato il 27 novembre 2014 con lo stanziamento di 43.340 euro - già riversati dall'azienda assicurativa - da parte del settore edilizia monumentale del Comune di Padova. La copia settecentesca di Felice Chiereghin restaurata, è stata destinata ad una collocazione nel Palazzo Comunale, mentre il monumento a Sant'Andrea è stato ricomposto nel pomeriggio del 19 marzo 2015, ponendo sulla sommità l'ennesima copia del leone estense.